# シュウ酸ナトリウム
シュウ酸ナトリウム (sodium oxalate) またはシュウ酸二ナトリウム (disodium oxalate) とはシュウ酸のナトリウム塩であり、組成式は Na2C2O4 または (COO)2Na2 である。無臭の結晶性白色粉末であり、250-270 ℃ で分解する。
シュウ酸ナトリウムは還元剤として働き、過マンガン酸カリウム溶液 (KMnO4) の滴定における標準試薬に適している。

## 調製
シュウ酸と水酸化ナトリウムをモル比 1 対 2 で中和させると、シュウ酸ナトリウムが得られる。同様にモル比 1 対 1 で反応させると、シュウ酸水素ナトリウム (NaHC2O4) が得られる。

## 反応
シュウ酸ナトリウムは過マンガン酸カリウム溶液の標定に用いられる。全ての過マンガン酸イオンと速やかに反応させるため、滴定混合物の温度は60℃以上が望ましい。この反応の速度論は複雑で、生成したマンガン(II)イオンは過マンガン酸イオンとシュウ酸（硫酸を過剰に加えた溶液中で存在）の反応を触媒するので、滴定してゆくにしたがって反応速度が大きくなる。最終的な化学反応式は次のとおりである。
{\displaystyle {\ce {5 (COOH)2\ + 2 KMnO4\ + 3 H2SO4 -> K2SO4\ + 2 MnSO4\ + 10 CO2\ + 8 H2O}}}